# 菱刈町
菱刈町（日语：／ Hishikari chō */?）是位於日本鹿兒島縣北部的一個城鎮。已於2008年11月1日與大口市合併成伊佐市。
日本最大的金礦菱刈礦山位於轄區內。

## 歷史

### 年表
- 1889年4月1日：實施町村制，現在的轄區在當時分屬菱刈郡菱刈村（原菱刈郡前目村、田中村、川北村、德邊村、重留村、下手村、北伊佐郡市山村、花北村合併而成）和太良村。
- 1891年8月：太良村分割成東太良村和西太良村（現已合併為大口市）。
- 1896年3月29日：改隸屬伊佐郡。
- 1925年2月11日：東太良村改名為本城村。
- 1940年4月29日：改制為菱刈町。
- 1954年7月15日：菱刈村與本城村合併為新設置的菱刈町。
- 2008年11月1日：預定與大口市合併為伊佐市。

| 1889年4月1日    | 1889年-1910年              | 1910年-1930年              | 1930年-1950年               | 1950年-1970年              | 1970年-1990年              | 1990年-現在                | 現在                       |
| --------------- | -------------------------- | -------------------------- | --------------------------- | -------------------------- | -------------------------- | -------------------------- | -------------------------- |
| 北伊佐郡 大口村 | 1896年3月29 伊佐郡大口村   | 1918年4月1日 改制為大口町  | 1918年4月1日 改制為大口町   | 1954年4月1日 合併為大口市  | 1954年4月1日 合併為大口市  | 2008年11月1日 合併為伊佐市 | 2008年11月1日 合併為伊佐市 |
| 北伊佐郡 山野村 | 1896年3月29 伊佐郡山野村   | 1896年3月29 伊佐郡山野村   | 1940年11月10日 改制為山野町 | 1954年4月1日 合併為大口市  | 1954年4月1日 合併為大口市  | 2008年11月1日 合併為伊佐市 | 2008年11月1日 合併為伊佐市 |
| 北伊佐郡 羽月村 | 1896年3月29 伊佐郡羽月村   | 1896年3月29 伊佐郡羽月村   | 1896年3月29 伊佐郡羽月村    | 1954年4月1日 合併為大口市  | 1954年4月1日 合併為大口市  | 2008年11月1日 合併為伊佐市 | 2008年11月1日 合併為伊佐市 |
| 菱刈郡 太良村   | 1896年3月29 伊佐郡西太良村 | 1896年3月29 伊佐郡西太良村 | 1896年3月29 伊佐郡西太良村  | 1954年4月1日 合併為大口市  | 1954年4月1日 合併為大口市  | 2008年11月1日 合併為伊佐市 | 2008年11月1日 合併為伊佐市 |
| 菱刈郡 太良村   | 1896年3月29 伊佐郡東太良村 | 1925年2月11日 改名為本城村 | 1925年2月11日 改名為本城村  | 1954年7月15日 合併為菱刈町 | 1954年7月15日 合併為菱刈町 | 2008年11月1日 合併為伊佐市 | 2008年11月1日 合併為伊佐市 |
| 菱刈郡 菱刈村   | 1896年3月29 伊佐郡菱刈村   | 1896年3月29 伊佐郡菱刈村   | 1940年4月29日 改制為菱刈町  | 1954年7月15日 合併為菱刈町 | 1954年7月15日 合併為菱刈町 | 2008年11月1日 合併為伊佐市 | 2008年11月1日 合併為伊佐市 |

## 交通

### 鐵路
目前轄區內無鐵路通過，過去曾有國鐵山野線通過，但已於1988年停駛。
- 國鐵
  - 山野線：西菱刈車站 - 菱刈車站 - 前目車站 - 湯之尾車站

## 觀光資源
- 湯之尾溫泉
- 湯之尾瀑布
- 菱刈鐵道記念公園（舊國鐵山野線菱刈車站）
- 箱崎神社

## 姊妹、友好都市

### 日本
- 西之表市（鹿兒島縣）：於1962年11月10日締結姊妹都市

## 本地出身之名人
- 榎木孝明：俳優

## 外部連結
- （日語） 菱刈觀光特產協會 （页面存档备份，存于）
- （日語） 菱刈町商工會 （页面存档备份，存于）
- （日語） 伊佐地區合併協議會